# Porolabium
Porolabium é um género botânico pertencente à família das orquídeas (Orchidaceae).